# Home Free
| Recensione              | Giudizio    |
| ----------------------- | ----------- |
| AllMusic                | [ 3 ]       |
| Sputnikmusic            | 3.5 (Great) |
| Debaser                 | [ 5 ]       |
| Dizionario del Pop-Rock | [ 6 ]       |

Home Free è il primo album discografico del cantautore folk-rock statunitense Dan Fogelberg, pubblicato dalla casa discografica Columbia Records nell'ottobre del 1972.
L'album si classificò alla duecentodecima posizione della Chart Billboard 200.

## Tracce
Lato A
Testi e musiche di Dan Fogelberg.
1. To the Morning – 6:34
2. Stars – 3:30
3. More Than Ever – 5:14
4. Be on Your Way – 3:24
5. Hickory Grove – 4:40

Lato B
Testi e musiche di Dan Fogelberg.
1. Long Way Home (Live in the Country) – 5:31
2. Looking for a Lady – 2:58
3. Anyway I Love You – 3:50
4. Wysteria – 4:03
5. The River – 7:13

## Musicisti
- Dan Fogelberg - chitarra acustica, chitarra elettrica, pianoforte, organo, moog, voce
- Norbert Putnam - basso, violoncello
- Kenny (Buffalo) Buttrey - batteria, percussioni
- Weldon Myrick - chitarra pedal steel, dobro
- Buddy Spicher - fiddle, viola
- Farrell Morris - vibrafono, percussioni
- David Briggs - pianoforte (brani: More Than Ever e Anyway I Love You)
- David Briggs - organo (brano: Long Way Home (Live in the Country))
- The Goodlettesville Strang Quartet - strumenti ad arco (brano: Long Way Home (Live in the Country))
- Glenn Spreen - arrangiamento strumenti ad arco (brani: To the Morning e Wysteria)
- Bill Purcell - arrangiamento strumenti ad arco (brano: Hickory Grove)

Note aggiuntive
- Norbert Putnam - produttore (per la Full Moon Productions)
- Registrato al Quadraphonic Sound Studios di Nashville, Tennessee (Stati Uniti)
- Gene Eichelberger e Lee Hazen - ingegneri delle registrazioni
- Dan Fogelberg - illustrazione copertina album
- Kenny Buttrey - fotografia
- Ringraziamento speciale a: Irving Azoff ed inoltre a: Jon Asher, Elliott Delman, Jim Messina, Doug Moody, the Firewitch, the Great White Whale, All Quad's Children, Bob Edwards, the Big Red Show e Rajah[10]